# Смарк Мішель
Джордж Жан-Жак Смарк Мішель (фр. Georges Jean-Jacques Smarck Michel; 29 березня 1937 — 1 вересня 2012) — прем'єр-міністр Гаїті у 1994–1995 роках.

## Життєпис
Народився в родині військового, здобув освіту в галузі бізнес-адміністрування у Сполучених Штатах. До приходу в політику займався торгівлею. За демократичні переконання був репресований кланом Дювальє.
- 1991 — міністр промисловості і торгівлі Гаїті. Був відправлений у відставку, оскільки не зміг домогтись запланованого зниження цін на продовольство.
- 1994–1995 — прем'єр-міністр країни, призначений президентом Аристидом після повернення останнього на батьківщину. Вийшов у відставку на хвилі гострої критики в суспільстві запропонованого ним плану масштабної приватизації.
- 2004–2006 — міністр планування.